# Le pesche d'inverno
«Le pesche d'inverno» (укр. «Зимові персики») — пісня та сингл італійського співака і кіноактора Адріано Челентано з альбому Io non so parlar d'amore 1999 року.

## Про пісню
Пісня була шостим треком альбому Адріано Челентано Io non so parlar d'amore 1999 року, який мав великий успіх, очоливши італійський чарт протягом 1999/00 років. Музику до пісні, виконану у повільному темпі, у жанрі попмузики, написав композитор Джанні Белла, а текст — поет-пісняр Могол. Аранжування до пісні створив Фіо Дзанотті. 
Як і усі пісні альбому, текст «Le pesche d'inverno» містив тему любові. Спочатку Челентано ставився скептично та критично до всіх творів (і до «Le pesche d'inverno» — також), які йому запропонували Могол та Белла, але коли співаку дали послухати пісні, втрутилась його дружина Клаудія Морі: «Якщо ти їх не приймеш, ти божевільний!», після чого він погодився записати їх.
До пісні не був знятий відеокліп, вона ніколи не виконувалася Челентано на телебаченні та на концертах, й не потрапила до жодної збірки співака, на відміну від деяких інших пісень альбому. Альбомна версія пісні має тривалість 3:50 хв, а синглова — 4:30 хв.

## Оцінки
У 2019 році італійський музичний оглядач та блогер Ніко Донвіто відніс «Le pesche d'inverno» до найбільш вдалих творів альбому «Io non so parlar d'amore», яка, разом з піснями «Angel» і «Sarai uno straccio», за його словами, «дивним і психоделічним чином завершують альбом, гідно представляючи його інтерпретатора». Інший італійський музичний критик Массіміліано Бенеджі, також у 2019 році, схвально відгукнувся щодо «Le pesche d'inverno», назвавши її, разом з іншими піснями («Una rosa pericolosa», «Qual è la direzione», «L'uomo di cartone», «Sarai uno straccio», «Il sospetto», «Angel» і «Mi domando»), «ласощами, відомими лише тим, хто купив альбом».

## Сингл
У 1999 році «Le pesche d'inverno» була випущена як сингл власним лейблом Челентано, «Clan Celentano», лише в Італії, у форматі CD (SAMPCS 8623 1). Обкладинка синглу, салатового кольору, містила аналогічне, іншим синглам та задній обкладинці альбому, зображення — з фото Челентано, який прикрив рукою своє обличчя. Хоча альбом «Io non so parlar d'amore» і очолив італійський чарт, не існує жодних даних щодо потрапляння «Le pesche d'inverno», як й усіх синглів альбому, до італійського «топ-100» чарту найкращих синглів.

## Трек-лист
Io non so parlar d'amore
| #  | Назва                                  | Автор слів | Автор музики | Тривалість |
| -- | -------------------------------------- | ---------- | ------------ | ---------- |
| 1. | «Le pesche d'inverno» (Зимові персики) | Могол      | Джанні Белла | 3:50       |

CD-сингл
| #  | Назва                                  | Автор слів | Автор музики | Тривалість |
| -- | -------------------------------------- | ---------- | ------------ | ---------- |
| 1. | «Le pesche d'inverno» (Зимові персики) | Могол      | Джанні Белла | 4:30       |

## Видання синглу
| Назва/формат                                              | Лейбл          | Маркування    | Країна | Рік  |
| --------------------------------------------------------- | -------------- | ------------- | ------ | ---- |
| Le pesche d'inverno (CD, Single, Promo, Cardboard Sleeve) | Clan Celentano | SAMPCS 8623 1 | Італія | 1999 |